# Yvon Martinant
Yvon Martinant est un tireur sportif français.

## Biographie
Yvon Martinant a été professeur de "Sciences Naturelles" au Lycée Blaise de Vigenère de Saint Pourçain sur Sioule dans les années 80...

## Palmarès
Yvon Martinant a remporté l'épreuve miquelet (original) et s'est classé troisième à l'épreuve Sugawa (réplique) aux championnats du monde MLAIC organisés en 2004 à Batesville  aux USA  .